# امانوئل گومز
امانوئل گومز (انگلیسی: Emmanuel Gómez؛ زادهٔ ۲۰ دسامبر ۱۹۹۰) بازیکن فوتبال اهل گامبیا است.
از باشگاه‌هایی که در آن بازی کرده است می‌توان به باشگاه فوتبال تورنتو اشاره کرد.
وی همچنین در تیم‌های ملی فوتبال گامبیا، و گامبیا، بازی کرده است.